# Pero sperryi
Pero sperryi là một loài bướm đêm trong họ Geometridae.